# Giulio Azzoni
Giulio Azzoni (* 4. Oktober 1881 in Monticelli d’Ongina; † 9. November 1962 in Cremona) war ein italienischer Pianist, Herausgeber, Musikkritiker und Musikschriftsteller.

## Leben
Giulio Azzoni studierte am Konservatorium in Parma, dem heutigen Conservatorio di Musica Arrigo Boito, bei Stanislao Ficcarelli (1845–1927). 1902 ging er nach Cremona. Er gründete eine Klavierschule und wurde Klavierlehrer und Dozent am Real Istituto Magistrale di Cremona.

## Werke (Auswahl)
Sieben Kompositionen Azzonis wurden in der Edizioni Bongiovanni in Bologna veröffentlicht:
- Allegra Gioventù für Klavier
- Campane Di Natale für Klavier
- Carillon für Klavier
- Il cucu für Klavier
- Raggio di speranza für Klavier
- Tarantella für Klavier
- Ultimo Sogno für Violine und Klavier